# Miss Island

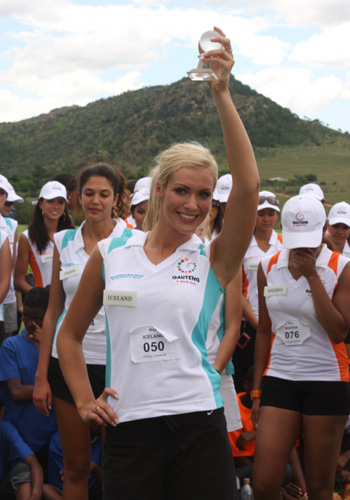
Alexandra Helga Ívarsdóttir, Miss Island 2008

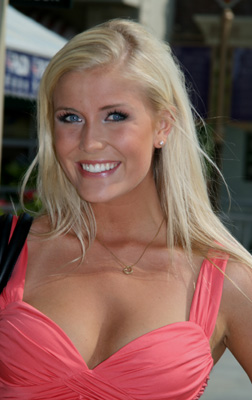
Jóhanna Vala Jónsdóttir, Miss Island 2007

Miss Island ist ein jährlicher nationaler Schönheitswettbewerb für unverheiratete Frauen des Inselstaats Island. Er wird seit 1950 ausgetragen. Im ersten Jahr lautete der Titel noch Miss Reykjavík (Ungfrú Reykjavík), seit 1954 Miss Island (Ungfrú Ísland).
Es werden sechs regionale Vorentscheidungen in fünf ländlichen Regionen sowie der Hauptstadt Reykjavík durchgeführt. An der Endausscheidung nehmen 20 bis 24 Kandidatinnen teil (drei bis vier aus jeder Region).
Isländische Kandidatinnen nehmen unter anderem an der Miss World, Miss Universe, Miss Europe und Miss Scandinavia teil.

## Die Siegerinnen
| Jahr | Miss Island                               | Lebensdaten                    | weitere Angaben       | Teilnahme an internationalen Miss-Wahlen |
| ---- | ----------------------------------------- | ------------------------------ | --------------------- | ---------------------------------------- |
| 1950 | Kolbrún Jónsdóttir                        |                                |                       |                                          |
| 1951 | Elín Sæbjörnsdóttir                       |                                |                       |                                          |
| 1952 | nicht ausgetragen                         |                                |                       |                                          |
| 1953 | Sigríður Árnadóttir                       |                                |                       |                                          |
| 1954 | Ragna Ragnarsdóttir                       |                                |                       |                                          |
| 1955 | Arna Hjörleifsdóttir                      |                                |                       |                                          |
| 1956 | Ágústa Guðmundsdóttir                     |                                |                       |                                          |
| 1957 | Bryndís Schram                            |                                |                       |                                          |
| 1958 | Sigríður Þorvaldsdóttir                   |                                |                       |                                          |
| 1959 | Sigríður Geirsdóttir                      |                                |                       |                                          |
| 1960 | Sigrún Ragnarsdóttir                      |                                |                       |                                          |
| 1961 | María Guðmundsdóttir                      |                                |                       |                                          |
| 1962 | Guðrún Bjarnadóttir                       |                                |                       |                                          |
| 1963 | Thelma Ingvarsdóttir                      |                                |                       |                                          |
| 1964 | Pálína Jónmundsdóttir                     |                                |                       |                                          |
| 1965 | Sigrún Vignisdóttir                       |                                |                       |                                          |
| 1966 | Kolbrún Einarsdóttir                      |                                |                       |                                          |
| 1967 | Guðrún Pétursdóttir                       |                                |                       |                                          |
| 1968 | Jónína Konráðsdóttir                      |                                |                       |                                          |
| 1969 | María Baldursdóttir                       |                                |                       |                                          |
| 1970 | Erna Jóhannesdóttir                       |                                |                       |                                          |
| 1971 | Guðrún Valgarðsdóttir                     |                                |                       |                                          |
| 1972 | Þórunn Símonardóttir                      |                                |                       |                                          |
| 1973 | Katrin Gisladóttir                        |                                |                       |                                          |
| 1974 | Anna Björnsdóttir                         |                                |                       |                                          |
| 1975 | Helga Eldon                               |                                |                       |                                          |
| 1976 | Guðmunda Hulda Jóhannesdóttir             |                                |                       |                                          |
| 1977 | Kristjana Þráinsdóttir                    |                                |                       |                                          |
| 1977 | Anna Björk Eðvarðsdóttir                  |                                |                       |                                          |
| 1978 | Halldóra Björk Jónsdóttir                 |                                |                       |                                          |
| 1979 | Kristín Bernharðsdóttir                   |                                |                       |                                          |
| 1980 | Elisabet Traustadóttir                    |                                |                       |                                          |
| 1981 | nicht ausgetragen                         |                                |                       |                                          |
| 1982 | Guðrún Möller                             |                                |                       |                                          |
| 1983 | Unnur Steinsson                           |                                |                       |                                          |
| 1984 | Berglind Johansen                         |                                |                       |                                          |
| 1985 | Halla Bryndís Jónsdóttir                  |                                |                       |                                          |
| 1986 | Gigja Birgisdóttir.                       |                                |                       |                                          |
| 1987 | Anna Margrét Jónsdóttir                   |                                |                       |                                          |
| 1988 | Linda Pétursdóttir                        | * 27. Dezember 1969 in Húsavík |                       | Siegerin Miss World 1988                 |
| 1989 | Hugrún Linda Guðmundsdóttir               |                                |                       |                                          |
| 1990 | Ásta Sigríður Einarsdóttir                |                                |                       |                                          |
| 1991 | Svava Haraldsdóttir                       |                                |                       |                                          |
| 1992 | María Rún Hafliðadóttir                   |                                |                       |                                          |
| 1993 | Svala Björk Arnardóttir                   |                                |                       |                                          |
| 1994 | Margrét Skúladóttir Sigurz                |                                |                       |                                          |
| 1995 | Hrafnhildur Hafsteinsdóttir               |                                |                       |                                          |
| 1996 | Sólveig Lilja Guðmundsdóttir              |                                |                       |                                          |
| 1997 | Harpa Lind Harðardóttir                   |                                |                       |                                          |
| 1998 | Guðbjörg Hermannsdóttir                   |                                |                       |                                          |
| 1999 | Katrín Rós Baldursdóttir                  |                                |                       |                                          |
| 2000 | Elín Málfríður Magnúsdóttir               |                                |                       |                                          |
| 2001 | Ragnheiður Guðfinna Guðnadóttir           |                                |                       |                                          |
| 2002 | Manuela Ósk Harðardóttir                  |                                |                       |                                          |
| 2003 | Ragnhildur Steinunn Jónsdóttir            | * 29. April 1981               |                       | Miss Europa und Miss Universe 2003       |
| 2004 | Hugrún Harðardóttir                       |                                |                       |                                          |
| 2005 | Unnur Birna Vilhjálmsdóttir               | * 25. Mai 1984 in Reykjavík    |                       | Siegerin Miss World 2005                 |
| 2006 | Sif Aradóttir                             |                                |                       |                                          |
| 2007 | Jóhanna Vala Jónsdóttir                   | * 1986 in Reykjavík            | Beruf Flugbegleiterin | Miss World 2007                          |
| 2008 | Alexandra Helga Ívarsdóttir               | * 1989 in Reykjavík            |                       | Miss World 2008                          |
| 2009 | Guðrún Dögg Rúnarsdóttir                  |                                |                       |                                          |
| 2010 | Fanney Ingvarsdóttir                      |                                |                       |                                          |
| 2011 | Sigrún Eva Ármannsdóttir                  |                                |                       |                                          |
| 2012 | nicht ausgetragen                         |                                |                       |                                          |
| 2013 | Tanja Ýr Ástþórsdóttir                    |                                |                       |                                          |
| 2014 | nicht ausgetragen                         |                                |                       |                                          |
| 2015 | Arna Ýr Jónsdóttir                        |                                |                       |                                          |
| 2016 | Anna Lára Orlowska                        |                                |                       |                                          |
| 2017 | Ólafía Ósk Finnsdóttir                    |                                |                       |                                          |
| 2018 | Erla Ólafsdóttir                          |                                |                       |                                          |
| 2019 | Kolfinna Mist Austfjörð                   |                                |                       |                                          |
| 2020 | nicht ausgetragen wegen COVID-19-Pandemie |                                |                       |                                          |

In ihrem Roman Miss Island schildert die isländische Autorin Auður Ada Ólafsdóttir das Leben einer jungen Frau, der von mehreren Männern geraten wird, am Schönheitswettbewerb des Landes teilzunehmen, die jedoch unbedingt Schriftstellerin werden will.